# Phantom Rider

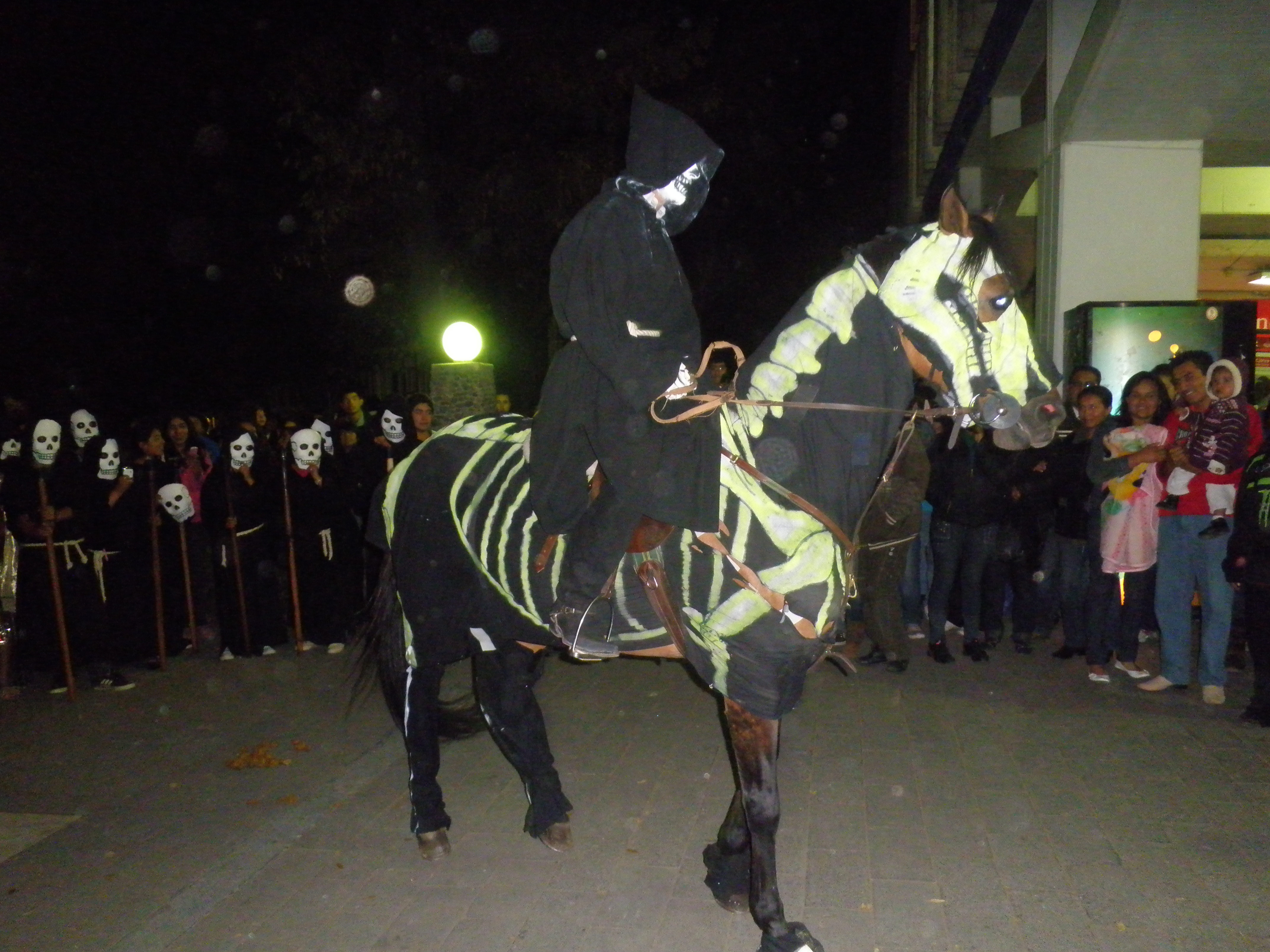
Phantom Rider

De Phantom Rider is de naam van verschillende fictieve revolverhelden uit de Western strips van Marvel Comics. Het personage werd oorspronkelijk Ghost Rider genoemd, maar dit werd veranderd na de introductie van de bovennatuurlijke motorrijder met dezelfde naam.
Marvel’s eerste Ghost Rider werd gemodelleerd naar Magazine Enterprises personage Ghost Rider, bedacht door Ray Krank en Dick Ayers voor redacteur Vincent Sullivan in Tim Holt #11 (1949). Het personage verscheen in horror/westernverhalen in stripbladen als Tim Holt, Red Mask en A-1 Comics. Die strip was gebaseerd op het lied Ghost riders in the sky van Stan Jones uit 1948.
Nadat deze serie werd stopgezet introduceerde Marvel zijn eigen versie, maar ditmaal zonder het horror-element, in Ghost Rider Vol. 1, #1 (februari 1967). Deze Marvel Ghost Rider werd bedacht door Roy Thomas en Gary Friedrich. Nadat de originele serie eindigde na 7 delen, verscheen het personage opnieuw in de omnibustitel Western Gunfighters (1970) en in nieuwe verhalen onder de titel The Original Ghost Rider Rides Again.
Toen Marvel de bovennatuurlijke motorrijder Ghost Rider introduceerde, werd de naam van de oude Ghost Rider eerst veranderd naar de “beruchte” naam Night Rider (een term die in de Zuidelijke Verenigde Staten al eerder werd gebruikt om te refereren aan leden van de Ku Klux Klan). Daarna werd de naam Phantom Rider. In de loop der jaren is de Phantom Rider-identiteit door vijf personen gebruikt, waarvan er een nog steeds actief is.

## De Phantom Riders

### Carter Slade
Carter Slade, de eerste die het masker droeg, debuteerde in Ghost Rider #1 (februari 1967). Hij bevocht het kwaad gekleed in een wit kostuum. Hij kreeg zijn witte kostuum en paard van Flaming Star, een Indiaanse medicijnman.
Hij werd nooit Phantom Rider genoemd in deze serie. Pas na Slade’s dood werd de naam Phantom Rider geïntroduceerd.

### Jamie Jacobs en Lincoln Slade
Na Slade’s dood in Western Gunfighters #7 (januari 1972), werd zijn helper, Jamie Jacobs, de tweede Phantom Rider. Hij hield het echter niet lang vol en werd al snel doodgeschoten, waarna Slade’s broer Lincoln de Phantom Rider werd. Lincoln draaide echter door, en gebruikte een middeltje om de tijdreizende Avenger Mockingbird in zijn macht te krijgen. Toen het middeltje uitgewerkt raakte, bevocht ze hem. In het gevecht viel Lincoln in een ravijn en stierf.

### Reno Jones
In de miniserie Blaze of Glory gebruikte de Afro-Amerikaanse revolverheld Reno Jones de Phantom Rider-identiteit even om een groep huursoldaten genaamd de Night Riders te bevechten.

### Hamilton Slade
In het heden vond Hamilton Slade, een van Lincoln Slade’s nakomelingen, de begraafplaats van zijn legendarische voorouder. Dit gebeurde in deel 56 van de Ghost Rider serie. Hij vond in het graf een urn, waaruit de geesten van Carter en Lincoln tevoorschijn kwamen. Bezeten door zijn voorouders werd hij de nieuwe Phantom Rider.

## In andere media

### Film
In de Ghost Rider film uit 2007 speelde acteur Sam Elliott Carter Slade, alias Caretaker en de allereerste Ghost Rider. In de film is Slade Johnny Blaze’s voorouder die 150 jaar geleden door Mephisto’s toedoen de eerste Ghost Rider werd. Toen hij weigerde een contract van 1000 zielen aan Mephisto te geven, maar dit contract verborg, werd hij vervloekt. Hierna wachtte Slade op de komst van de volgende Ghost Rider die hem kan helpen de vloek op te heffen.
De filmversie van Carter Slade ziet er niet uit als de Phantom Rider uit de strips, maar lijkt meer op een cowboy/western versie van de Johnny Blaze/Daniel Ketch Ghost Rider. Deze Phantom Rider lijkt sterk op de nieuwe Travis Parham Ghost Rider uit de nieuwe Garth Ennis/Clayton Crain serie. Tevens waren in de strips Phantom Rider en Caretaker twee verschillende personages. Daarmee is de filmversie van Phantom Rider in feite drie personages in een.

### Videospel
In het videospel Marvel: Ultimate Alliance is het Phantom Rider kostuum een alternatief kostuum voor het personage Ghost Rider.